# XXL (film)
XXL je francouzský hraný film z roku 1997, který režíroval Ariel Zeitoun. Snímek měl Ve Francii premiéru dne 10. prosince 1997.

## Děj
Alain Berrebi provozuje se svou sestrou Lorène obchod s konfekcí ve čtvrti Sentier. Jeho podnikání vzkvétá natolik, že uvažuje o koupi sousedního butiku. Naštěstí patří Davidu Sternovi, otci jeho snoubenky Arlette. Zdá se, že kontrakt se brzy uskuteční, když se pan Stern náhle dozví, že Baptiste Bourdalou z Auvergne, který ho kdysi za druhé světové války zachránil před vyhlazovacím táborem, právě zemřel.

## Obsazení
| Michel Boujenah   | Alain Berrebi      |
| Gérard Depardieu  | Jean Bourdalou     |
| Elsa Zylberstein  | Arlette Stern      |
| Catherine Jacob   | Lorène Benguigui   |
| Gina Lollobrigida | Gaby Berrebi       |
| Gad Elmaleh       | Sammy Abitbol      |
| Jenny Clève       | Renée Bourdalou    |
| Maurice Chevit    | David Stern        |
| Emmanuelle Riva   | Sonia Stern        |
| Pierre Zimmer     | Baptiste Bourdalou |
| Anna Loubeyre     | Mémé Perret        |
| Pascal Elbé       | François Stern     |
| Oulage Abour      | Marco              |
| Vincent Tulli     | taxikář            |
| Samir Guesmi      | poslíček s pizzou  |
| Eriq Ebouaney     | Omar, číšník       |